# Padre João Bagozzi
Giovanni Bagozzi, conhecido como Padre João Bagozzi (Castel Condino, 12 de dezembro de 1912 — Curitiba, 12 de outubro de 1960), foi um padre josefino, educador e fundador do Colégio Padre João Bagozzi (atual UniBagozzi), localizado no bairro do Portão em Curitiba . 

## Biografia
Filho de Giovanni Bagozzi e Angela Andreolli, ingressou na Congregação dos Oblatos de São José, em Asti, Itália, em 1926, depois de ter feito o ginásio. Foi ordenado sacerdote em 1936, e desenvolveu o seu primeiro apostolado na paróquia de Riposto, na Sicília, ilha do sul da Itália. Chegou ao Brasil pelo Porto de Santos em 10 de janeiro de 1940, dirigindo-se à paróquia de Paranaguá, Exerceu atividade sacerdotal também em Botucatu e, finalmente, em Curitiba, no bairro de Água Verde. Em 1951, tornou-se pároco na igreja Senhor Bom Jesus do Portão, também em Curitiba   .
O padre João Bagozzi foi um educador nato. Ele trabalhou ardorosamente na organização de um estabelecimento de ensino e, finalmente, em fevereiro de 1955, concretizou seu sonho e fundou a Escola Paroquial Imaculada Conceição, escola primária localizada nas dependências da Paróquia do Portão, com apenas três salas, sendo que uma ficava na casa paroquial. Ele tornou-se seu primeiro diretor. No fim da década de 1950, padre Bagozzi liderou, junto à comunidade local, a construção de um novo prédio para a escola. Com o objetivo de abrir a escola também para as séries seguintes, abrangendo primeiro e segundo graus. Neste interim, ele tinha ingressado na Universidade Federal do Paraná para conseguir o diploma de educador. Entretanto, quando estava quase terminando seus estudos, justamente a caminho da Universidade com sua motocicleta, foi atropelado por um caminhão que lhe causou morte instantânea. Faleceu em Curitiba aos 47 anos de idade, no dia 12 de outubro de 1960  .
Sua morte provocou um grande choque nas comunidades religiosa e escolar de Curitiba. Porém, a semente plantada por ele gerou muitos frutos. Em 1963, três anos após a sua morte, foi implantado o Ginásio Padre João Bagozzi. Em 1971, houve a fusão do curso primário Imaculada Conceição com o Ginásio Padre João Bagozzi e, assim, nasceu o Colégio Padre João Bagozzi. A obra representou um grande salto para a educação em Curitiba. O estabelecimento de ensino cresceu e hoje o Grupo Bagozzi é um dos principais colégios privados do Paraná, do ensino infantil até a Faculdade Padre João Bagozzi.  
Padre João Bagozzi foi sepultado no túmulo da Congregação dos Oblatos de São José, no Cemitério da Água Verde, em Curitiba. Além do colégio, a praça localizada em frente à igreja Senhor Bom Jesus do Portão também leva o seu nome .